# Iu Sala i Pomés
Iu Sala i Pomés (Cadaqués, ? - Barcelona, 3 de juny de 1931) fou un empresari, polític, activista cultural i escriptor català.
De jove treballà a la pesca i a la navegació marítima, arribant a ser capità de vaixell, càrrec que abandonà per dedicar-se al comerç, ofici que va compaginar amb la salaó de peixos que ell mateix capturava. Republicà federal convençut, Iu Sala va arribar a ser regidor-síndic de l'Ajuntament de Cadaqués. El seu fill Pelai Sala i Berenguer també es dedicà a la política.
Va ser el President de la societat l'Amistat –més coneguda com el Casino o, en períodes anteriors, societat La Benéfica–. També va ser director gerent de la societat mercantil Art i Joia, de la qual n'arribaria a presidir la societat recreativa i cultural.
El 1923 fundà la revista quinzenal 'Sol Ixent' juntament amb Àngel Trèmols, Antoni Julià, Jacint Pujol, Bernal Ferriol i Emili Pont, que en la parla de Cadaqués informava dels fets locals. Es publicà fins al 1935.
Escriptor localista, sovint signant amb pseudònim, amb el rigor d'articulista, hi afegia sàtira i humor als seus escrits. Amb el pseudònim 'Cantarell', va escriure més d'una trentena de contes sota el títol d'Anècdotes casolanes. El primer conte, del juliol de 1925, comença així: "En Quintín era el darrer hereu de la casa del Santu. Com tots els hereus, sentia l'orgull de ser-ho. Era un bon minyó, alt i prim; li deien en Tin-Tín; tenia un gos que s'entenia per Xelín, company fidel, del qual sempre anava acompanyat." Potser l'historietista Georges Remi, Hergé, es va inspirar en aquest conte per al seu famós Tin-tín.
Empresonat i perseguit per la Dictadura de Primo de Rivera, va fugir a Barcelona, sense oblidar mai ni les seves conviccions polítiques, ni els seus lligams afectius i culturals amb la vila empordanesa.